# Iljas Szarifi
Iljas Szarifi (Lyes Cherifi, ar. إلياس شريفي ;ur. 4 marca 1968) – algierski judoka. Olimpijczyk z Atlanty 1996, gdzie zajął siedemnaste miejsce wadze półśredniej.
Startował w Pucharze Świata w 1995 i 1996. Brązowy medalista igrzysk afrykańskich w 1995, a także mistrzostw Afryki w 1998 roku.

## Letnie Igrzyska Olimpijskie 1996
| Konkurencja | Eliminacje           | Eliminacje               | Klas. końcowa |
| Konkurencja | Przeciwnik I         | Przeciwnik II            | Miejsce       |
| ----------- | -------------------- | ------------------------ | ------------- |
| 78 kg       | Suleman Musa (NGA) Z | Vladimir Shmakov (UZB) P | 17.           |